# Serbia na Letnich Igrzyskach Olimpijskich 2020
Serbię na Letnich Igrzyskach Olimpijskich 2020 reprezentowało 87 zawodników: 43 mężczyzn i 44 kobiety. Był to piąty start reprezentacji Serbii na letnich igrzyskach olimpijskich.

## Zdobyte medale[3]
| Medal  | Zawodnik | Dyscyplina     | Konkurencja                                | Rezultat                                                                  | Data       |
| ------ | --- | -------------- | ------------------------------------------ | ------------------------------------------------------------------------- | ---------- |
| Złoto  | Milica Mandić | Taekwondo      | kategoria powyżej 67 kg kobiet             | W finale pokonała reprezentantkę Korei Południowej Lee Da-bin             | 27 lipca   |
| Złoto  | Jovana Preković | Karate         | kategoria do 61 kg kobiet                  | W finale pokonała reprezentantkę Chin                                     | 6 sierpnia |
| Złoto  | Milan Aleksić, Nikola Dedović, Filip Filipović, Nikola Jakšić, Đorđe Lazić, Dušan Mandić, Branislav Mitrović, Stefan Mitrović, Duško Pijetlović, Gojko Pijetlović, Andrija Prlainović, Sava Ranđelović, Strahinja Rašović | Piłka wodna    | turniej mężczyzn                           | W finale pokonali reprezentację Grecji 13:10                              | 8 sierpnia |
| Srebro | Damir Mikec | Strzelectwo    | pistolet pneumatyczny 10 m mężczyzn        | 237,9 pkt                                                                 | 24 lipca   |
| Brąz   | Tijana Bogdanović | Taekwondo      | kategoria do 49 kg kobiet                  | W pojedynku o brązowy medal pokonała reprezentantkę Japonii Miyu Yamada   | 24 lipca   |
| Brąz   | Dušan Domović Bulut, Dejan Majstorović, Aleksandar Ratkow, Mihailo Vasić | koszykówka     | turniej 3 × 3 mężczyzn                     | W pojedynku o brązowy medal pokonali reprezentację Belgii 21:10           | 28 lipca   |
| Brąz   | Milenko Sebić | Strzelectwo    | karabin małokalibrowy 3 pozycje mężczyzn   | 448,2 pkt                                                                 | 2 sierpnia |
| Brąz   | Zurab Datunaszwili | Zapasy         | kategoria do 87 kg styl klasyczny mężczyzn | W pojedynku o brązowy medal pokonał reprezentanta Chorwacji Ivana Hukleka | 4 sierpnia |
| Brąz   | Bianka Buša, Mina Popović, Slađana Mirković, Brankica Mihajlović, Maja Ognjenović, Ana Bjelica, Maja Aleksić, Milena Rašić, Silvija Popović, Tijana Bošković, Bojana Milenković, Jelena Blagojević                        | Piłka siatkowa | turniej halowy kobiet                      | W pojedynku o brązowy medal pokonały reprezentację Korei Południowej 3:0  | 8 sierpnia |

## Skład kadry

### Boks
| Zawodnik         | Konkurencja       | 1/16             | 1/8               | Ćwierćfinał           | Półfinał         | Finał            | Finał   | Źródło |
| Zawodnik         | Konkurencja       | Przeciwnik Wynik | Przeciwnik Wynik  | Przeciwnik Wynik      | Przeciwnik Wynik | Przeciwnik Wynik | Miejsce | Źródło |
| ---------------- | ----------------- | ---------------- | ----------------- | --------------------- | ---------------- | ---------------- | ------- | ------ |
| Nina Radovanović | waga musza kobiet | Bujold W 5-0     | Havyarimana W 5-0 | Huang Hsiao-wen P 0-5 | NQ               | NQ               | 5.      | [ 4 ]  |

### Judo
| Zawodnik          | Konkurencja | 1/16                 | 1/8                 | Ćwierćfinał         | Półfinał            | Repasaże            | Finał / 3. miejsce  | Finał / 3. miejsce | Źródła |
| Zawodnik          | Konkurencja | Przeciwniczka Wynik  | Przeciwniczka Wynik | Przeciwniczka Wynik | Przeciwniczka Wynik | Przeciwniczka Wynik | Przeciwniczka Wynik | Pozycja            | Źródła |
| ----------------- | ----------- | -------------------- | ------------------- | ------------------- | ------------------- | ------------------- | ------------------- | ------------------ | ------ |
| Nemanja Majdov    | -90 kg (m)  | Trippel P 00-01      | NQ                  | NQ                  | NQ                  | NQ                  | NQ                  | 17.                | [ 5 ]  |
| Aleksandar Kukolj | -100 kg (m) | Takayawa W 10-00     | Cho Gu-ham P 00-10  | NQ                  | NQ                  | NQ                  | NQ                  | 9.                 | [ 6 ]  |
| Milica Nikolić    | -48 kg (k)  | Boukli W 00-10       | Biłodid P 00-01     | NQ                  | NQ                  | NQ                  | NQ                  | 9.                 | [ 7 ]  |
| Marica Perišić    | -57 kg (k)  | Sanda Aldass W 00-10 | Nelson-Levy P 00-10 | NQ                  | NQ                  | NQ                  | NQ                  | 9.                 | [ 8 ]  |
| Anja Obradović    | -63 kg (k)  | Franssen P 00-10     | NQ                  | NQ                  | NQ                  | NQ                  | NQ                  | 17.                | [ 9 ]  |

### Kajakarstwo
| Zawodnik             | Konkurencja    | Eliminacje | Eliminacje | Ćwierćfinały | Ćwierćfinały | Półfinały | Półfinały | Finał A/B | Finał A/B  | Pozycja | Źródło |
| Zawodnik             | Konkurencja    | Czas       | Pozycja    | Czas         | Pozycja      | Czas      | Pozycja   | Czas      | Pozycja    | Pozycja | Źródło |
| -------------------- | -------------- | ---------- | ---------- | ------------ | ------------ | --------- | --------- | --------- | ---------- | ------- | ------ |
| Strahinja Stefanović | K-1 200 m (m)  | 34,996     | 1.         | NQ           | NQ           | 35,855    | 5.        | 36,329    | 3. Finał B | 11.     | [ 10 ] |
| Bojan Zdelar         | K-1 200 m (m)  | 37,092     | 5.         | 36,531       | 4.           | NQ        | NQ        | NQ        | NQ         | NQ      | [ 10 ] |
| Bojan Zdelar         | K-1 1000 m (m) | 3:45,074   | 2.         | NQ           | NQ           | 3:29,525  | 8.        | 3:31,689  | 8. Finał B | 16.     | [ 10 ] |
| Milica Novaković     | K-1 200 m (k)  | 41,579     | 3.         | 41,340       | 3.           | 40,257    | 6.        | 40,527    | 4. Finał A | 13.     | [ 10 ] |
| Milica Novaković     | K-1 500 m (k)  | 1:49,802   | 5.         | 1:49,348     | 1.           | 1:53,149  | 3.        | 1:54,458  | 4. Finał B | 12.     | [ 10 ] |

### Karate
| Zawodnik        | Konkurencja     | Faza grupowa     | Faza grupowa     | Faza grupowa     | Faza grupowa     | Faza grupowa | Półfinały        | Finał            | Finał   | Źródło                                           |
| Zawodnik        | Konkurencja     | Przeciwnik Wynik | Przeciwnik Wynik | Przeciwnik Wynik | Przeciwnik Wynik | Pozycja      | Przeciwnik Wynik | Przeciwnik Wynik | Pozycja | Źródło                                           |
| --------------- | --------------- | ---------------- | ---------------- | ---------------- | ---------------- | ------------ | ---------------- | ---------------- | ------- | ------------------------------------------------ |
| Jovana Preković | do 61 kg kobiet | Sadini 3:1       | Grande 1:0       | Seŕohina 6:4     | Farouk 1:1       | 1.           | Çoban 2:0        | Yin Xiaoyan 0:0  | złoto   | [ 11 ] [ 12 ] [ 13 ] [ 14 ] [ 15 ] [ 16 ] [ 17 ] |

### Koszykówka
Turniej kobiet
- Reprezentacja kobiet

| - Sonja Vasić - Saša Čađo - Nevena Jovanović - Jelena Brooks - Dajana Butulija - Aleksandra Crvendakić |  | - Yvonne Anderson - Dragana Stanković - Ana Dabović - Maja Škorić - Angela Dugalić - Tina Krajišnik |

| Drużyna | Konkurencja | Faza grupowa     | Faza grupowa     | Faza grupowa           | Faza grupowa | Ćwierćfinały     | Półfinały               | Finał            | Pozycja | Źródło        |
| Drużyna | Konkurencja | Przeciwnik Wynik | Przeciwnik Wynik | Przeciwnik Wynik       | Pozycja      | Przeciwnik Wynik | Przeciwnik Wynik        | Przeciwnik Wynik | Pozycja | Źródło        |
| ------- | ----------- | ---------------- | ---------------- | ---------------------- | ------------ | ---------------- | ----------------------- | ---------------- | ------- | ------------- |
| Serbia  | kobiety     | Kanada 72-68     | Hiszpania 70-85  | Korea Południowa 65-61 | 2.           | Chiny 77-70      | Stany Zjednoczone 59-79 | Francja 76-91    | 4.      | [ 18 ] [ 19 ] |

3 × 3
| Drużyna                                                               | Konkurencja  | Faza grupowa     | Faza grupowa     | Faza grupowa     | Faza grupowa     | Faza grupowa     | Faza grupowa     | Faza grupowa                      | Faza grupowa | Ćwierćfinały     | Półfinały                         | Finał            | Pozycja | Źródło        |
| Drużyna                                                               | Konkurencja  | Przeciwnik Wynik | Przeciwnik Wynik | Przeciwnik Wynik | Przeciwnik Wynik | Przeciwnik Wynik | Przeciwnik Wynik | Przeciwnik Wynik                  | Pozycja      | Przeciwnik Wynik | Przeciwnik Wynik                  | Przeciwnik Wynik | Pozycja | Źródło        |
| --------------------------------------------------------------------- | ------------ | ---------------- | ---------------- | ---------------- | ---------------- | ---------------- | ---------------- | --------------------------------- | ------------ | ---------------- | --------------------------------- | ---------------- | ------- | ------------- |
| Dušan Domović Bulut Dejan Majstorović Aleksandar Ratkow Mihailo Vasić | 3×3 mężczyzn | Chiny 22-13      | Holandia 16-15   | Polska 15-12     | Belgia 21-14     | Japonia 21-11    | Łotwa 22-16      | Rosyjski Komitet Olimpijski 21-10 | 1.           | N/A              | Rosyjski Komitet Olimpijski 10-21 | Belgia 21-10     | brąz    | [ 20 ] [ 21 ] |

### Lekkoatletyka
| Zawodnik          | Konkurencja        | Kwalifikacje | Kwalifikacje | Finał | Finał   | Źródło |
| Zawodnik          | Konkurencja        | Wynik        | Miejsce      | Wynik | Miejsce | Źródło |
| ----------------- | ------------------ | ------------ | ------------ | ----- | ------- | ------ |
| Armin Sinančević  | pchnięcie kulą (m) | 20,96        | 10.          | 20,89 | 7.      | [ 22 ] |
| Asmir Kolašinac   | pchnięcie kulą (m) | 19,68        | 29.          | NQ    | NQ      | [ 22 ] |
| Marija Vučenović  | rzut oszczepem (k) | 58,93        | 20.          | NQ    | NQ      | [ 23 ] |
| Dragana Tomašević | rzut dyskiem (k)   | 56,95        | 26.          | NQ    | NQ      | [ 24 ] |
| Ivana Španović    | skok w dal (k)     | 7,00         | 1.           | 6,91  | 4.      | [ 25 ] |

### Piłka wodna
- Reprezentacja mężczyzn

| - Milan Aleksić - Nikola Dedović - Filip Filipović - Nikola Jakšić - Đorđe Lazić - Dušan Mandić - Branislav Mitrović |  | - Stefan Mitrović - Duško Pijetlović - Gojko Pijetlović - Andrija Prlainović - Sava Ranđelović - Strahinja Rašović |

| Drużyna | Konkurencja      | Faza grupowa     | Faza grupowa     | Faza grupowa     | Faza grupowa     | Faza grupowa     | Faza grupowa | Ćwierćfinały     | Półfinały        | Finał mecz o 3. miejsce | Pozycja | Źródło                      |
| Drużyna | Konkurencja      | Przeciwnik Wynik | Przeciwnik Wynik | Przeciwnik Wynik | Przeciwnik Wynik | Przeciwnik Wynik | Pozycja      | Przeciwnik Wynik | Przeciwnik Wynik | Przeciwnik Wynik        | Pozycja | Źródło                      |
| ------- | ---------------- | ---------------- | ---------------- | ---------------- | ---------------- | ---------------- | ------------ | ---------------- | ---------------- | ----------------------- | ------- | --------------------------- |
| Serbia  | turniej mężczyzn | Hiszpania 12:13  | Kazachstan 19:5  | Czarnogóra 13:8  | Australia 14:8   | Chorwacja 12:14  | 3.           | Włochy 10:6      | Hiszpania 10:9   | Grecja 13:10            | złoto   | [ 26 ] [ 27 ] [ 28 ] [ 29 ] |

### Pływanie
| Zawodnik                                                  | Konkurencja                     | Eliminacje | Eliminacje | Półfinał | Półfinał | Finał | Finał   | Źródło        |
| Zawodnik                                                  | Konkurencja                     | Czas       | Miejsce    | Czas     | Miejsce  | Czas  | Miejsce | Źródło        |
| --------------------------------------------------------- | ------------------------------- | ---------- | ---------- | -------- | -------- | ----- | ------- | ------------- |
| Andrej Barna                                              | 50 m dowolnym (m)               | 22,29      | 28.        | NQ       | NQ       | NQ    | NQ      | [ 30 ]        |
| Andrej Barna                                              | 100 m dowolnym (m)              | 48,30      | 13.        | 47,94    | 9.       | NQ    | NQ      | [ 31 ] [ 32 ] |
| Velimir Stjepanović                                       | 200 m dowolnym (m)              | 1:46,26    | 14.        | 1:47,62  | 16.      | NQ    | NQ      | [ 33 ] [ 34 ] |
| Vuk Čelić                                                 | 800 m dowolnym (m)              | 8:04,85    | 33.        | N/A      | N/A      | NQ    | NQ      | [ 35 ]        |
| Čaba Silađi                                               | 100 m klasycznym (m)            | 1:00,19    | 26.        | NQ       | NQ       | NQ    | NQ      | [ 36 ]        |
| Velimir Stjepanović Andrej Barna Uroš Nikolić Nikola Aćin | sztafeta 4 × 100 m dowolnym (m) | 3:13,71    | 10.        | N/A      | N/A      | NQ    | NQ      | [ 37 ]        |
| Anja Crevar                                               | 200 m zmiennym (k)              | 2:17,62    | 26.        | NQ       | NQ       | NQ    | NQ      | [ 38 ]        |
| Anja Crevar                                               | 400 m zmiennym (k)              | 4:40,50    | 10.        | N/A      | N/A      | NQ    | NQ      | [ 39 ]        |

### Siatkówka
- Reprezentacja kobiet

| - Bianka Buša - Mina Popović - Slađana Mirković - Brankica Mihajlović - Maja Ognjenović - Ana Bjelica |  | - Maja Aleksić - Milena Rašić - Silvija Popović - Tijana Bošković - Bojana Milenković - Jelena Blagojević |

| Drużyna | Konkurencja    | Faza grupowa     | Faza grupowa     | Faza grupowa     | Faza grupowa     | Faza grupowa           | Faza grupowa | Ćwierćfinały     | Półfinały               | Finał                  | Pozycja | Źródło |
| Drużyna | Konkurencja    | Przeciwnik Wynik | Przeciwnik Wynik | Przeciwnik Wynik | Przeciwnik Wynik | Przeciwnik Wynik       | Pozycja      | Przeciwnik Wynik | Przeciwnik Wynik        | Przeciwnik Wynik       | Pozycja | Źródło |
| ------- | -------------- | ---------------- | ---------------- | ---------------- | ---------------- | ---------------------- | ------------ | ---------------- | ----------------------- | ---------------------- | ------- | ------ |
| Serbia  | turniej kobiet | Dominikana W 3:0 | Japonia W 3:0    | Kenia W 3:0      | Brazylia P 1:3   | Korea Południowa W 3:0 | 2.           | Włochy W 3:0     | Stany Zjednoczone P 0:3 | Korea Południowa W 3:0 | brąz    | [ 40 ] |

### Strzelectwo
| Zawodnik                          | Konkurencja                         | Kwalifikacje Faza 1 | Kwalifikacje Faza 1 | Kwalifikacje Faza 2 | Kwalifikacje Faza 2 | Finał | Finał   | Źródło                      |
| Zawodnik                          | Konkurencja                         | Wynik               | Pozycja             | Wynik               | Pozycja             | Wynik | Pozycja | Źródło                      |
| --------------------------------- | ----------------------------------- | ------------------- | ------------------- | ------------------- | ------------------- | ----- | ------- | --------------------------- |
| Milenko Sebić                     | karabin pneumatyczny (m)            | 623,2               | 31.                 | N/A                 | N/A                 | NQ    | NQ      | [ 41 ] [ 42 ]               |
| Milutin Stefanović                | karabin pneumatyczny (m)            | 621,3               | 38.                 | N/A                 | N/A                 | NQ    | NQ      | [ 41 ] [ 42 ]               |
| Milenko Sebić                     | karabin małokalibrowy 3 postawy (m) | 1180-66x            | 4.                  | N/A                 | N/A                 | 448,2 | brąz    | [ 43 ] [ 44 ]               |
| Milutin Stefanović                | karabin małokalibrowy 3 postawy (m) | 1164-57x            | 23.                 | N/A                 | N/A                 | NQ    | NQ      | [ 43 ] [ 44 ]               |
| Andrea Arsović                    | karabin pneumatyczny (k)            | 623,3               | 29.                 | N/A                 | N/A                 | NQ    | NQ      | [ 45 ] [ 46 ]               |
| Sanja Vukašinović                 | karabin pneumatyczny (k)            | 617,8               | 44.                 | N/A                 | N/A                 | NQ    | NQ      | [ 45 ] [ 46 ]               |
| Andrea Arsović                    | karabin małokalibrowy 3 postawy (k) | 1175-59x            | .                   | N/A                 | N/A                 | 402,4 | 8.      | [ 47 ] [ 48 ]               |
| Sanja Vukašinović                 | karabin małokalibrowy 3 postawy (k) | 1161-54x            | 25.                 | N/A                 | N/A                 | NQ    | NQ      | [ 47 ] [ 48 ]               |
| Andrea Arsović Milutin Stefanović | karabin pneumatyczny (mikst)        | 624,5               | 16.                 | NQ                  | NQ                  | NQ    | NQ      | [ 49 ] [ 50 ] [ 51 ] [ 52 ] |
| Sanja Vukašinović Milenko Sebić   | karabin pneumatyczny (mikst)        | 612,4               | 29.                 | NQ                  | NQ                  | NQ    | NQ      | [ 49 ] [ 50 ] [ 51 ] [ 52 ] |
| Damir Mikec                       | pistolet pneumatyczny (m)           | 578-21x             | .                   | N/A                 | N/A                 | 237,9 | srebro  | [ 53 ] [ 54 ]               |
| Zorana Arunović                   | pistolet pneumatyczny (k)           | 573-13x             | 17.                 | N/A                 | N/A                 | NQ    | NQ      | [ 55 ] [ 56 ]               |
| Jasmina Milovanović               | pistolet pneumatyczny (k)           | 566-14x             | 33.                 | N/A                 | N/A                 | NQ    | NQ      | [ 55 ] [ 56 ]               |
| Zorana Arunović                   | pistolet sportowy (k)               | 584-18x             | 9.                  | N/A                 | N/A                 | NQ    | NQ      | [ 57 ]                      |
| Jasmina Milovanović               | pistolet sportowy (k)               | 575-10x             | 30.                 | N/A                 | N/A                 | NQ    | NQ      | [ 57 ]                      |
| Zorana Arunović Damir Mikec       | pistolet pneumatyczny (mikst)       | 577-17x             | 5.                  | 384-11x             | 4.                  | 12    | 4.      | [ 58 ] [ 59 ] [ 60 ] [ 61 ] |

### Taekwondo
| Zawodnik          | Konkurencja   | 1/8              | Ćwierćfinał      | Półfinał         | Repesaż          | Finał / 3. miejsce | Finał / 3. miejsce | Źródło |
| Zawodnik          | Konkurencja   | Przeciwnik Wynik | Przeciwnik Wynik | Przeciwnik Wynik | Przeciwnik Wynik | Przeciwnik Wynik   | Pozycja            | Źródło |
| ----------------- | ------------- | ---------------- | ---------------- | ---------------- | ---------------- | ------------------ | ------------------ | ------ |
| Tijana Bogdanović | -49 kg kobiet | Cerezo P 4-12    | NQ               | NQ               | Wu Jingyu W 12-9 | Yamada W 20-6      | brąz               | [ 62 ] |
| Milica Mandić     | +67 kg kobiet | Ogallo W 13-0    | Kowalczuk W 11-4 | Laurin W 7-5     | N/A              | Lee Da-bin W 10-7  | złoto              | [ 63 ] |

### Tenis stołowy
| Zawodnik                                   | Konkurencja           | Eliminacje       | Runda 1          | Runda 2          | Runda 3          | 1/8 finału       | Ćwierćfinały     | Półfinały        | Finał            | Finał   | Źródło |
| Zawodnik                                   | Konkurencja           | Przeciwnik Wynik | Przeciwnik Wynik | Przeciwnik Wynik | Przeciwnik Wynik | Przeciwnik Wynik | Przeciwnik Wynik | Przeciwnik Wynik | Przeciwnik Wynik | Pozycja | Źródło |
| ------------------------------------------ | --------------------- | ---------------- | ---------------- | ---------------- | ---------------- | ---------------- | ---------------- | ---------------- | ---------------- | ------- | ------ |
| Žolt Peto                                  | gra pojedyncza (m)    | Bye              | Gionis P 0-4     | NQ               | NQ               | NQ               | NQ               | NQ               | NQ               | 49.     | [ 64 ] |
| Dimitrije Levajac                          | gra pojedyncza (m)    | Bye              | Skaczkow P 2-4   | NQ               | NQ               | NQ               | NQ               | NQ               | NQ               | 49.     | [ 64 ] |
| Žolt Peto Dimitrije Levajac Marko Jevtović | turniej drużynowy (m) | N/A              | N/A              | N/A              | N/A              | Brazylia · P 2-3 | NQ               | NQ               | NQ               | 9.      | [ 65 ] |

### Tenis ziemny
| Zawodnik                          | Konkurencja | Pierwsza runda                | Druga runda                                    | Trzecia runda                      | Ćwierćfinały                        | Półfinały                         | Finał                               | Finał   | Źródło |
| Zawodnik                          | Konkurencja | Przeciwnik Wynik              | Przeciwnik Wynik                               | Przeciwnik Wynik                   | Przeciwnik Wynik                    | Przeciwnik Wynik                  | Przeciwnik Wynik                    | Pozycja | Źródło |
| --------------------------------- | ----------- | ----------------------------- | ---------------------------------------------- | ---------------------------------- | ----------------------------------- | --------------------------------- | ----------------------------------- | ------- | ------ |
| Novak Đoković                     | singiel (m) | Dellien W 2-0 (6:2, 6:2)      | Struff W 2-0 (6:4, 6:3)                        | Davidovich Fokina W 2-0 (6:3, 6:1) | Nishikori W 2-0 (6:2, 6:0)          | Zverev P 1-2 (6:1, 3:6, 1:6)      | Carreño-Busta P 1-2 (4:6, 7:6, 3:6) | 4.      | [ 66 ] |
| Miomir Kecmanović                 | singiel (m) | Majchrzak W 2-0 (6:4, 6:2)    | Humbert P 1-2 (6:4, 6:7, 7:5)                  | NQ                                 | NQ                                  | NQ                                | NQ                                  | 17.     | [ 66 ] |
| Nina Stojanović                   | singiel (k) | Hibino W 2-0 (6:3, 6:3)       | Sakari P 0-2 (1:6, 2:6)                        | NQ                                 | NQ                                  | NQ                                | NQ                                  | 17.     | [ 67 ] |
| Ivana Jorović                     | singiel (k) | Van Uytvanck P 0-2 (3:6, 2:6) | NQ                                             | NQ                                 | NQ                                  | NQ                                | NQ                                  | 33.     | [ 67 ] |
| Aleksandra Krunić Nina Stojanović | debel (k)   | N/A                           | Xu Yifan Yang Zhaoxuan P 1-2 (6:4, 4:6, 16:18) | NQ                                 | NQ                                  | NQ                                | NQ                                  | 17.     | [ 68 ] |
| Nina Stojanović Novak Đoković     | mikst       | N/A                           | N/A                                            | Stefani Melo W 2-0 (6:3, 6:4)      | Siegemund Krawietz W 2-0 (6:1, 6:2) | Wiesnina Karacew P 0-2 (6:7, 5:7) | Barty Peers P w/o                   | 4.      | [ 69 ] |

### Wioślarstwo
| Zawodnik                    | Konkurencja | Eliminacje | Eliminacje | Repasaż | Repasaż | Ćwierćfinały | Ćwierćfinały | Półfinały | Półfinały       | Finał           | Finał      | Miejsce | Źródło |
| Zawodnik                    | Konkurencja | Czas       | M.         | Czas    | M.      | Czas         | M.           | Czas      | M.              | Czas            | M.         | Miejsce | Źródło |
| --------------------------- | ----------- | ---------- | ---------- | ------- | ------- | ------------ | ------------ | --------- | --------------- | --------------- | ---------- | ------- | ------ |
| Martin Mačković Miloš Vasić | M2-         | 6:43,18    | 3.         | N/A     | N/A     | N/A          | N/A          | 6:17,47   | 2.              | 6:22,34 Finał A | 5.         | 5.      | [ 70 ] |
| Jovana Arsić                | W1x         | 7:46,74    | 3.         | N/A     | N/A     | 8:09,37      | 4.           | 7:39,26   | 2. Półfinał C/D | 7:43,30         | 3. Finał C | 15.     | [ 71 ] |

### Zapasy
| Zawodnik           | Konkurencja                    | 1/16             | 1/8              | Ćwierćfinał      | Półfinał         | Repesaż 1        | Finał            | Finał   | Źródło |
| Zawodnik           | Konkurencja                    | Przeciwnik Wynik | Przeciwnik Wynik | Przeciwnik Wynik | Przeciwnik Wynik | Przeciwnik Wynik | Przeciwnik Wynik | Pozycja | Źródło |
| ------------------ | ------------------------------ | ---------------- | ---------------- | ---------------- | ---------------- | ---------------- | ---------------- | ------- | ------ |
| Mate Nemeš         | -67 kg mężczyzn styl klasyczny | Bye              | Stäbler P 1-4    | NQ               | NQ               | NQ               | NQ               | 13.     | [ 72 ] |
| Zurab Datunaszwili | -87 kg mężczyzn styl klasyczny | N/A              | Bełeniuk P 1-3   | NQ               | NQ               | Sidazara W 5-1   | Huklek W 6-1     | brąz    | [ 73 ] |
| Micheil Kadżaia    | -97 kg mężczyzn styl klasyczny | N/A              | Hancock P 1-5    | NQ               | NQ               | NQ               | NQ               | 14.     | [ 74 ] |
| Stevan Mićić       | -57 kg mężczyzn styl wolny     | N/A              | Takahashi P 0-7  | NQ               | NQ               | NQ               | NQ               | 14.     | [ 75 ] |